# Wakrat
Wakrat ist eine US-amerikanische Punk-Band aus Los Angeles, Kalifornien, die 2015 gegründet wurde.

## Geschichte
Mathias Wakrat und der Bassist Tim Commerford lernten sich im Jahr 2006 durch Zack de la Rocha kennen, woraus sich eine Freundschaft zwischen den beiden entwickelte. Jahre später verriet ihm Wakrat, dass er Schlagzeug spielt und gerne mit einem Freund zusammen eine Band gründen würde. Dieser Freund hieß Laurent Grangeon. Als Trio begannen sie zusammen zu proben. Da diese Proben erfolgreich verliefen, entschlossen sie sich, gemeinsam aufzutreten. Der erste Auftritt wurde im September 2015 im Viper Room abgehalten. Das Trio wurde dabei von Chris Cornell, Tom Morello und Zack de la Rocha unterstützt. Nach dem Auftritt entschied man sich, Wakrat offiziell zu gründen. Zu dem Lied Knucklehead wurde daraufhin ein Musikvideo veröffentlicht. Danach folgten weitere Konzerte zusammen mit Royal Blood, Bad Religion und den Deftones, ehe es im August 2016 auf US-Tournee zusammen mit Prophets of Rage ging. Zwei Monate später wurde das selbstbetitelte Debütalbum veröffentlicht. 2017 musste der Auftritt auf dem Hellfest abgesagt werden, stattdessen war Black Star Riders zu sehen.

## Stil
laut.de befand, dass auf dem Debütalbum der Gruppe „dreckiger Punkrock“ enthalten ist, der durch Gruppen wie Fugazi oder Bad Brains inspiriert worden sei. Tim Commerford gab im Interview mit Laura Niebling vom Rock Hard an, dass er die Musik der Band als eine Mischung aus Punkrock, Jazz, elektronischer Musik und Rockmusik sieht. Er gab die Bands Black Flag, Bad Brains, Helmet, die Sex Pistols und Minutemen als Einflüsse an, wobei er jedoch nicht empfand, dass es klangliche Parallelen zwischen diesen Gruppen und Wakrat gibt. Für das Album seien zuerst von Wakrat und Grangeon die Arrangements für die E-Gitarre und das Schlagzeug geschrieben worden, ehe Commerford den Bass dazu gespielt habe. In derselben Ausgabe rezensierte Holger Stratmann das Debütalbum und stellte fest, dass man durch „die Anarcho-Attitüde, die unbändige Energie, das rhythmische Niveau und die eingestreuten Licks und die Sound-Effekte von Gitarrist Laurent Grangeon“ dazu gezwungen sei, einen Vergleich zu Rage Against the Machine anzustellen. Vor allem der Bass und Commerfords Gesang würden die Songs dominieren. Die Musik fasste er als „High-Energy-Alternative-Punkrock“ zusammen, wobei die meisten Lieder die Drei-Minuten-Marke nicht überschreiten würden. Klanglich erinnere man ein wenig an die frühen The Police, allerdings komme das Songwriting weder an diese Gruppe noch an Rage Against the Machine heran. Moritz Eisner vom Ox-Fanzine fiel ein „grooviger, tiefer, treibender und ganz und gar nicht glattgebügelter Sound“ und gelegentliche klangliche Parallelen zu Rage Against the Machine auf. Der Gesang rufe Erinnerungen an den Grunge der 1990er Jahre wach, sei jedoch schneller. In den Songs stehe der Bass sehr stark im Vordergrund.

## Diskografie
- 2016: Wakrat (Album, Earache Records)